# Eastwood-Olefinierung
Die Eastwood-Olefinierung ist eine Reaktion aus dem Bereich der Organischen Chemie. Sie wurde 1964 von G. Grank und F. W. Eastwood entdeckt und nach Eastwood benannt. Sie behandelt die Umsetzung eines Diols zu einem Alken (Olefin).

## Übersichtsreaktion
Diese Reaktion beschreibt die stereospezifische Darstellung von Alkenen aus vicinalen Diolen mit Hilfe einer katalytischen Menge an Säure (z. B. Essigsäure).
So entsteht nach mehreren Reaktionsschritten aus einem vicinalen Diol ein Olefin (R1= H, Alkylgruppe).

## Mechanismus
Durch die Verwendung von Essigsäureanhydrid als Lösungsmittel kann eine hohe Ausbeute an Alkenen erreicht werden.
Zuerst wird das vicinale Diol mit Triethylorthoformiat umgesetzt. Anschließend folgt thermische Zersetzung, wobei ein primärer Alkohol abgespalten wird. Dieser Reaktionsschritt wird wiederholt. Es entsteht ein Zwischenprodukt, welches mit Hilfe einer Carbonsäure (hier beispielsweise Essigsäure) in ein Alken überführt wird (R1 = H, Alkylgruppe, R2 = Ethylgruppe).